# Ган, Кристоф
Кристо́ф Ган (фр. Christophe Gans; родился 11 марта 1960 года) — французский кинорежиссёр, сценарист и продюсер.

## Биография
Родился в 1960 году в городе Антиб (юг Франции). Ещё подростком снимал фильмы о самураях и кунг-фу и около 1980 года начал печатать журнал «Rhesus Zero» для поклонников научной фантастики, кунг-фу и фильмов других жанров. В 1980 году Ган учился во французской киношколе Idhec (Institut des Hautes Études Cinématopraphiques) и снял короткометражный фильм «Silver Slime», посвящённый Марио Браво, который был хорошо принят на Парижском фестивале в 1982 году.
В 1982 году он также основал журнал «Starfix» и выступал в поддержку работ таких режиссёров, как Дэвид Кроненберг, Дарио Ардженто, Рассел Малкэхи, Дэвид Линч, Джон Карпентер и Серджо Леоне. В 1994 году написал сценарий и снял эпизод фильма «The Necronomicon» по Г. Ф. Лавкрафту, который привлек внимание японских киноинвесторов. Эпизод, снятый Ганом, «Hotel of the Drowned», убедил инвесторов, что он лучше всего подошёл бы для того, чтобы стать режиссёром адаптации популярной серии манги и аниме «Crying Freeman». «Crying Freeman» получил приз зрительских симпатий на Шведском фестивале фантастических фильмов в 1995 году и был номинирован на премию «International Fantasy Film Award» на фестивале «Фантаспорто» в 1996 году.
Затем Ган снял видеоколлекцию «HK», посвящённую гонконгским фильмам. После этого он два года работал над свободной адаптацией романа Жюля Верна «20 тысяч лье под водой», после чего приступил к съёмкам «Братство волка» («Le Pacte des loups») о Жеводанском чудовище — неизвестном звере, убившем более сотни людей во Франции в конце XVIII века. Вышедшее в 2001 году «Братство волка» было номинировано в 2002 году на множество наград премии «Сатурн» Академии научно-фантастических фильмов, фэнтези и фильмов ужасов, в том числе в категории «Лучший режиссёр», на «Золотой Гран-При за лучший европейский фильм в жанре фэнтези» на Брюссельском международном фестивале в 2002 году и получило награду «Серебряный Гран-При за лучший европейский фильм в жанре фэнтези» на Каталонском международном кинофестивале в 2001 году в Сиджесе (Испания), а также был выдвинут в номинации «Лучший фильм» на том же фестивале.
В 2022 году в интервью французскому игровому сайту Jeux Video Ган подтвердил, что закончил работу над сценарием третьего фильма о Сайлент Хилл. Позже он подтвердил это в интервью JeuxActu и уточнил, что третий фильм станет частью "перезапуска" бренда Silent Hill, вместе с новыми видеоиграми. В октябре 2022 года стало известно, что фильм получил название «Возвращение в Сайлент Хилл» и будет основан на игре Silent Hill 2.

## Фильмография
- 1981 — Серебряная слизь / Silver Slime
- 1993 — Книга мёртвых / Necronomicon
- 1995 — Плачущий убийца / Crying Freeman
- 2001 — Братство волка / Brotherhood of the Wolf
- 2006 — Сайлент Хилл / Silent Hill
- 2014 — Красавица и чудовище / La belle & la bête
- 2026 — Возвращение в Сайлент Хилл  /Return to Silent Hill
- Дата не известна — Фантомас / Fantomas